# Clatsop megye
Clatsop megye az Amerikai Egyesült Államokban, azon belül Oregon államban található. Megyeszékhelye és legnagyobb városa Astoria. Lakosainak száma 41 072 fő (2020. április 1.).

## Szomszédos megyék
- Pacific megye (észak)
- Wahkiakum megye (észak)
- Columbia megye (kelet)
- Washington megye (délkelet)
- Tillamook megye (dél)

## Népesség
A megye népességének változása:
| Lakosok száma | 37 058 | 37 173 | 37 339 | 37 244 | 37 831 | 41 072 |
|               | 2010   | 2011   | 2012   | 2013   | 2015   | 2020   |